# Georg Lampe
Georg Lampe (* 23. Dezember 1858 in Alfeld, Königreich Hannover; † 1916) war ein deutscher Porträt- und Landschaftsmaler.

## Leben

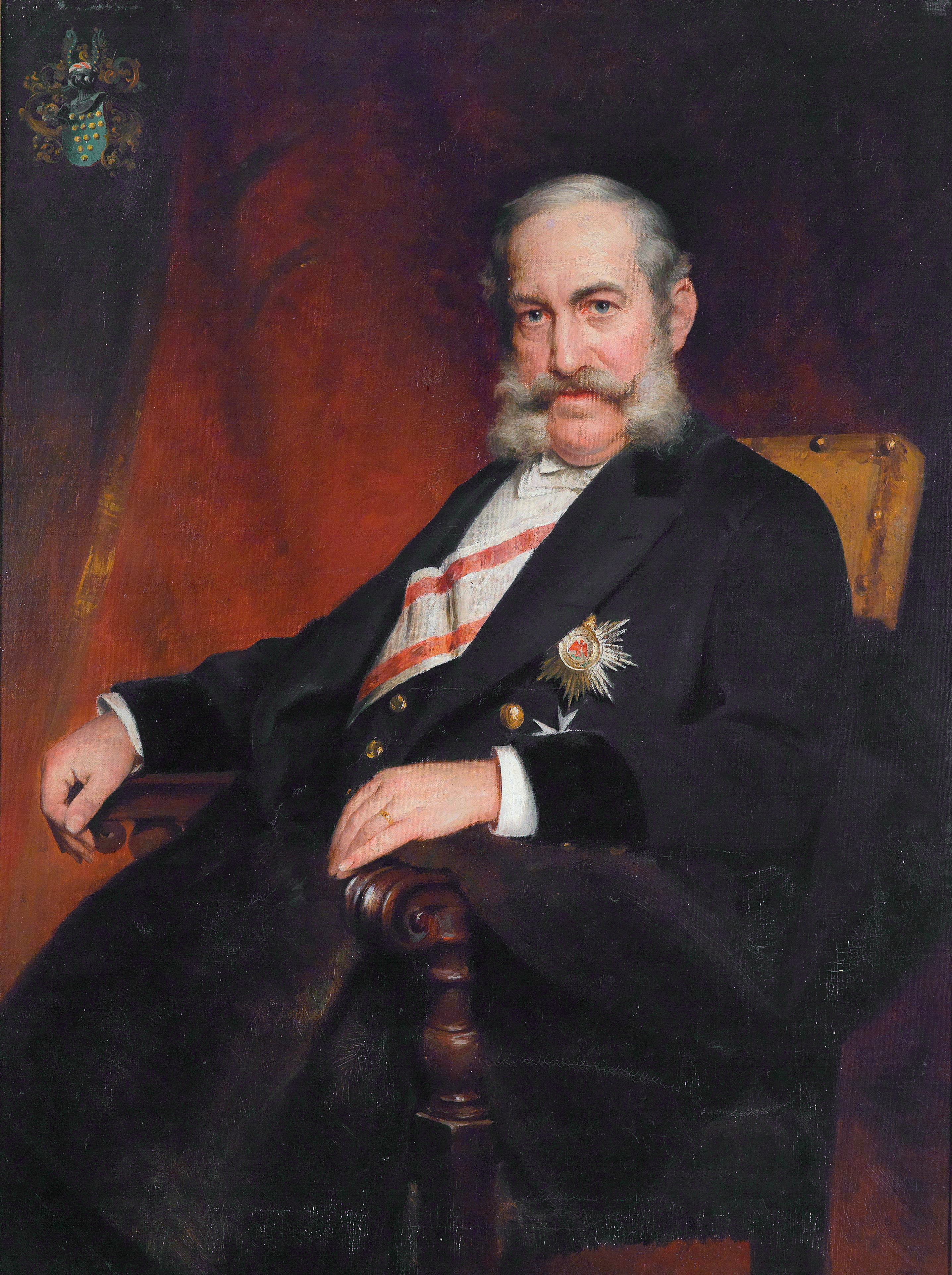
Bildnis Otto von Bülow, 1892–1898 preußischer Gesandter beim Heiligen Stuhl (Georg Lampe zugeschrieben)

Lampe studierte von 1879 bis 1882 Malerei an der Kunstakademie Düsseldorf. Dort waren Hugo Crola, Heinrich Lauenstein und Peter Janssen der Ältere seine Lehrer. Im Atelier von Franz von Lenbach in München, dem er freundschaftlich verbunden blieb, erhielt er eine weitere künstlerische Prägung. Zeitweise wirkte er in Berlin und war dort auf Akademie-Ausstellungen vertreten. 1885 debütierte er im Kunstsalon von Fritz Gurlitt. Von März 1893 bis 1896 weilte er in Rom, etwa von 1904 bis 1909 in Paris.